# Love's Flame

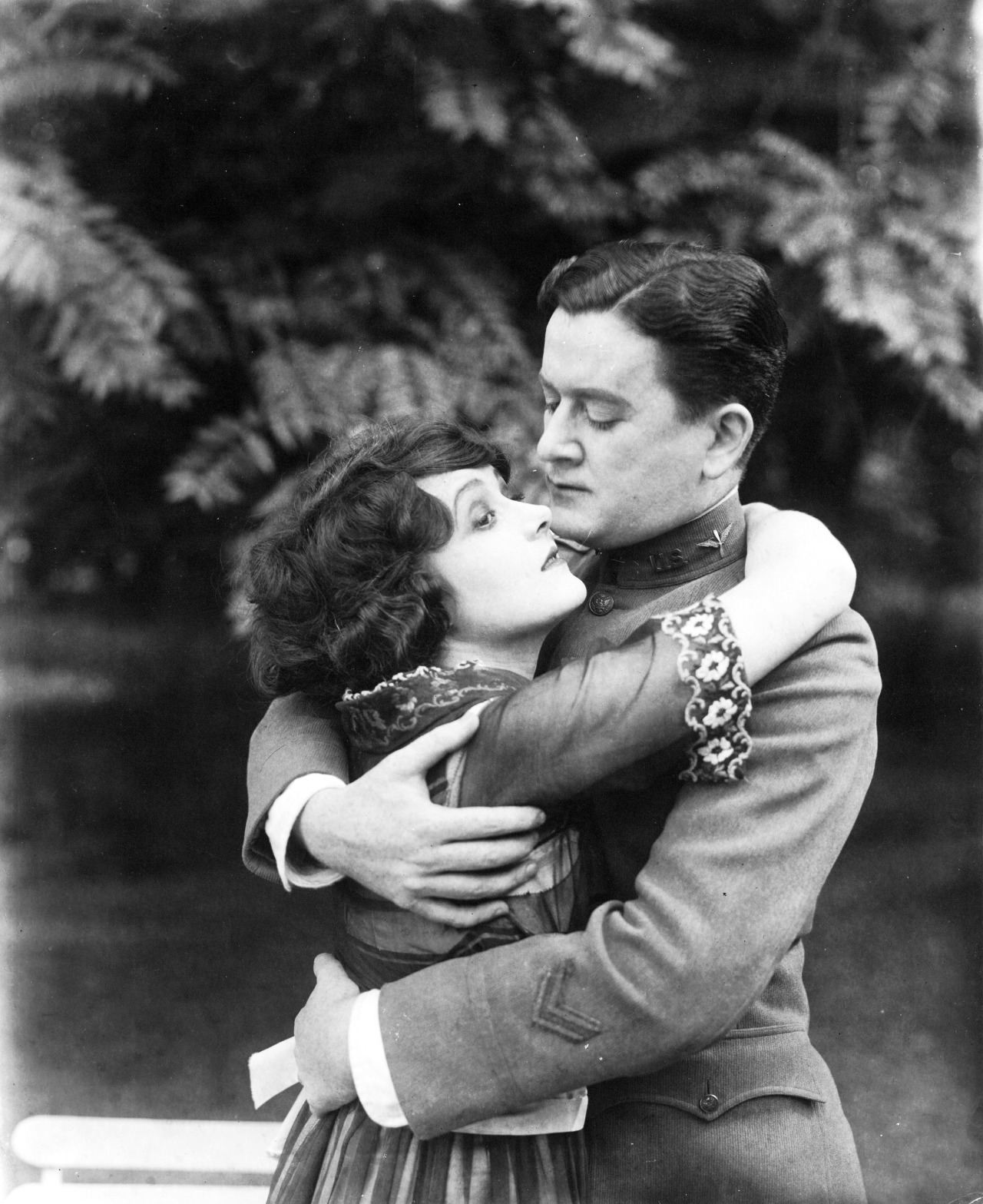
Vivienne Osborne et Thomas Carrigan dans une scène du film.

Love's Flame est un film américain réalisé par Carl Gregory et sorti en 1920.

## Fiche technique
- Réalisation : Carl Gregory
- Scénario :  Louis Reeves Harrison
- Photographie : Carl Gregory
- Production :  Fidelity Pictures Company
- Durée : 50 minutes (5 bobines)[1]
- Date de sortie : 
  - États-Unis : 19 juin 1920

## Distribution
- Thomas Carrigan : Capt. Donald Clay
- Vivienne Osborne : VAdele De Ronsard
- Cora Williams : Mathilde
- Alexander Rene : Maurice
- J. Albert Hall : St. Gaudens
- Albert Roccardi : Monsieur Brisson
- Marcelle Carroll : Mme. Julia
- Reginald Barlow : Monsieur De Rosard
- James Laffey : James Laffey